# Ropawsko
Ropawsko (ukr. Ропавське) – wieś na Ukrainie, w obwodzie lwowskim, w rejonie samborskim (wcześniej w rejonie turczańskim) nad Stryjem. Niegdyś część wsi Wysocko Wyżne. Miejscowość liczy około 234 mieszkańców. Dzieli się na dwie części Ropawsko Niżne, na północy, oraz Ropawsko Wyżne, na południu miejscowości.

## Ważniejsze obiekty
* Cerkiew greckokatolicka